# Миллер, Мариса
Мариса Миллер (англ. Marisa Miller; род. 6 августа 1978, Санта-Круз, Калифорния) — американская модель и актриса

.

## Ранние годы
Мариса Ли Бертетта родилась в городе Санта-Круз, штат Калифорния. У неё есть две сестры. Мариса училась в средних школах Эптос Хай и Монте Виста.

## Карьера
В начале своей карьеры её заметили итальянские агенты и предложили выступить в качестве модели. Три года девушка вместе с мамой прожила в Италии. В 19 лет она впервые появилась в журнале Perfect 10.
После знакомства с известным фотографом Марио Тестино она стала ангелом Victoria's Secret и начала появляться в таких журналах, как Vogue, Sports Illustrated, GQ, Cosmo и других. В 2008 году журнал Maxim поставил её на первое место в списке «100 самых сексуальных женщин», в 2010 году возглавила список «Самые сексуальные женщины в мире» журнала FHM по итогам глобального опроса. Её карьеру называли «возвращение великой американской супер-модели».
Мариса также работала с компанией Harley Davidson, для которой являлась первой представительницей в истории компании, и была пресс-секретарём для Национальной Футбольной Лиги. На её счету сотрудничество с марками Tommy Hilfiger, Guess, True religions jeans и другими. Помимо этого, Миллер является послом American Cancer Society и Объединённой организации помощи вооружённым силам Америки.
Мариса принимала участие в качестве жюри в телепередачах «Топ-модель по-американски» и «В поисках роскошного мужчины-модели» (Manhunt: The Search for America's Most Gorgeous Male Model). В 2004 году снялась в клипе «Spin You Around» группы Puddle of Mudd. Сыграла небольшую роль в популярном комедийном сериале «Как я встретил вашу маму».
В 2012 году во время беременности Мариса снялась обнажённой для журнала Allure.
В 2013 году Мариса сыграла в комедийном экшене «Призрачный патруль». Её партнерами по площадке стали Райан Рейнольдс, Кевин Бейкон и Джефф Бриджес. В фильме ей досталась одна из главных женских ролей — она играет земное воплощение героя Джеффа Бриджеса.

## Личная жизнь
В 2000—2002 годах Мариса была замужем за промоутером сёрфинг-конкурса и спасателем Джимом Миллером.
С 15 апреля 2006 года Мариса замужем во второй раз за музыкальным продюсером Гриффином Гессом. У супругов есть два сына — Гэйвин Ли Гесс (род.13.12.2012) и Грэйсон Ли Базил Гесс (род.29.05.2015).

## Фильмография
| Год  |   | Русское название   | Оригинальное название | Роль       |
| ---- | - | ------------------ | --------------------- | ---------- |
| 2007 | с | Красавцы           | Entourage             | модель     |
| 2008 | с | Виктория Сикрет ТВ | Victoria Secret TV    | камео      |
| 2009 | с | Холостяк Гари      | Gary Unmarried        | Бриттни    |
| 2013 | ф | Призрачный патруль | R.I.P.D.              | аватар Роя |